# Râul Runcu, Bârsa
Râul Runcu sau Râul Valea Runcului este singurul afluent de stânga al râului Bârsa Tămașului, care, la rândul său, formează Râul Bârsa, prin unirea sa cu râul Bârsa Groșetului, la Plaiul Foii. 

## Generalități
Râul Runcu (sau Râul Valea Runcului) are un singur afluent de dreapta, Valea Bozii, nu are afluenți de stânga și nici nu trece prin vreo localitate. 

## Hărți
- Harta Județului Brașov
- Harta Munților Piatra Craiului  Arhivat în 27 mai 2008, la Wayback Machine.